# Kuru (Mythologie)
Kuru (Sanskrit कुरु, kuru m.) ist der Name des Vorfahren des Stammes der Kurus im Mahabharata. Er war der Sohn von Samvarana und Tapati, der Tochter der Sonne.

## Kurus Familie und seine Bedeutung
Kuru ist ein Urahn sowohl von Pandu und seinen Nachkommen, den Pandavas, als auch von Dhritarashtra und seinen Nachkommen, den Kauravas. Dieser letzterer Name, als  Patronym abgeleitet von Kuru, wird nur für die Nachkommen Dhritarashtras verwendet.
König Kuru hatte zwei Frauen namens Shubhangi und Vahini. Mit Shubhangi hatte er einen Sohn namens Viduratha, und mit Vahini fünf Söhne namens Ashvavat, Abhishyat, Citraratha, Muni und Janamejaya. Aufgrund seiner Verdienste und bedeutenden Askese-Übungen wurde die Region Kurujangal nach ihm benannt. Diese ist seit alter vedischer Zeit auch als Kurukshetra bekannt.